# Jon Avnet
Jonathan Michael Avnet (Nueva York, Estados Unidos, 17 de noviembre de 1949) más conocido como Jon Avnet, es un director y productor de cine estadounidense.

## Biografía
Nació en Brooklyn, Nueva York. Su padre es Lester Francis Avnet y su madre es Joan Bertha Grossman. Comienza a trabajar en el mundo del espectáculo en el Off-Broadway, para alcanzar protagonismo en la industria cinematográfica. Trabaja como productor junto a Steve Tisch en la compañía que ambos crean bajo el nombre de Tisch/Avnet Productions, donde realizó trabajos para cine y televisión, destacando el éxito de la película Risky Business en 1983, que lanzó al estrellato a un jovencísimo Tom Cruise.
En 1986, debuta en la dirección con el telefilme Between Two Women, protagonizado por Farrah Fawcett y Colleen Dewhurst. Pero vuelve de nuevo a la producción con dos películas de éxito moderado: Less than Zero y Men Don't Leave.
Ya en los 90, Jon Avnet alcanzó el éxito como director en su primera película para cine Tomates verdes fritos (1991), adaptación de la novela homónima de Fannie Flagg, y protagonizada por un amplió reparto femenino: Kathy Bates, Jessica Tandy, Mary-Louise Parker y Mary Stuart Masterson. Vuelve a la dirección en 1994 con La guerra con Elijah Wood y Kevin Costner y, sobre todo, en 1996 con Íntimo y personal con Michelle Pfeiffer y Robert Redford de protagonistas. Finaliza la década de los 90 con la película El laberinto rojo, con otra estrella de protagonista: Richard Gere.
Además, Avnet sigue produciendo películas, virando hacia un cine familiar como Los tres mosqueteros o George de la jungla. También produjo dramas como Cuando un hombre ama a una mujer o Cosas que diría con solo mirarla.
En la década de 2000, dirige dos películas para cine 88 minutos con Al Pacino, y Righteous Kill, propiciando el segundo cara a cara de Pacino con Robert De Niro. También dirige un telefilm Uprising (2001). También produce algunos éxitos como Sky Captain y el mundo del mañana o Cisne negro. Sin embargo, en este década, Jon Avnet produce numerosos productos televisivos.

### Vida personal
Está casado con Barbara Boda y tiene 3 hijos.

## Filmografía (selecta)
- Risky Business (1983) (productor)
- Between Two Women (1986) (director)
- Tomates verdes fritos (1991) (director)
- Los tres mosqueteros (1992) (productor)
- Cuando un hombre ama a una mujer (1993) (productor)
- The War (1994) (director)
- Íntimo y personal (1996) (director)
- George de la jungla (1997) (productor)
- El laberinto rojo (1998) (director)
- Uprising (2001) (telefilme; director y productor)
- Sky Captain y el mundo del mañana (2004) (productor)
- 88 minutos (2007) (director)
- Righteous Kill (2008) (director)
- Cisne negro (2010) (productor)
- Three Christs (2017) (director)
- The Last Rodeo (2025) (director)